# 肯尼思·博尔丁
肯尼思·艾瓦特·博尔丁（英語：Kenneth Ewart Boulding，1910年1月18日—1993年3月18日），生於英國英格蘭利物浦，经济学家，教育学家，和平主义者，诗人，宗教神秘主义者，贵格会教徒，系统论科学家，哲学家。其与其他學者共同创建一般系统论，独自开辟经济学和社会科学中诸多研究领域。

## 生平
1910年生于英国利物浦。毕业于牛津大学，1948年成为美国公民。1949年到1967年，在密歇根大学教书。1967年，加入科罗拉多大学直至退休。博尔丁認為，经济学和社会学並非独立的社会科学學科，而只是致力于研究人及人际关系（组织）的社会科学分支。博尔丁是进化论经济学的先驱。博尔丁强调，人的经济行为和其它行为都嵌入于更大的彼此关联的系统之中。为了理解人的行为，必须先研究和发展出对一般系统的经济动力学。